# 若松修
若松 修（わかまつ おさむ、1951年1月1日 - ）は、日本コンパクトディスク・ビデオレンタル商業組合(CDVJ)専務理事、（株）アイ・エス・ディー代表取締役

## 来歴
宮城県仙台市出身。宮城県仙台第三高等学校卒業後、慶應義塾大学法学部政治学科入学。国際政治学者神谷不二教授のゼミで学ぶ。同期に武見敬三参議院議員がいる。
新日本製鐵（株）に入社、八幡製鉄所、本社勤務を経て6年後に退社し、医薬品等のマーケティングの会社を立ち上げた。
その後、1980年代初頭よりベンチャービジネスとして急速に拡大したレコードレンタル店による「貸レコード問題」が発生した際に、四面楚歌状態のレンタル業界からの要請で当時衆議院議員1期の菅直人や元ぴあ社長の湯川憲比古らと関わり、全国規模の業界団体の組織化に取り組み、CDVJの前身である日本レコードレンタル商業組合を結成した。この際、日本音楽著作権協会（JASRAC）や日本レコード協会等との交渉を経て、「著作権の保護」と「公正な利用」の両立を図る著作権ビジネスの発想が必要と訴えた。
通産省産業構造審議会知的財産政策部会専門委員などを務める。
その後、ゲームソフトの中古問題、マンガ喫茶のコミックの著作権問題、ネットカフェにおけるゲームソフトの使用許諾等の著作権問題に関わり、日本テレビゲーム商業組合、日本複合カフェ協会の設立に関わる。
青少年育成の観点から設立された、全国万引犯罪防止機構には設立当初（2005年）から理事として参加している。